# Васильева, Галина Ивановна
Галина Ивановна Васильева (укр. Галина Івановна Васильєва, урождённая Булыга, укр. Булига; род. 19 января 1941 года, с. Красково Московской области РСФСР) — украинский государственный деятель, депутат Верховной рады Украины I созыва (1990—1994).

## Биография
Родился 19 января 1947 года в селе Красково Московской области в рабочей семье.
В 1964 году окончила химико-технологический факультет Киевского политехнического института по специальности «инженер-технолог».
После окончания института работала по специальности, с 1965 года работала контролёром ОТК, сменным инженером, директором Червоноградского завода железобетонных изделий, с 1967 года была главным технологом, затем главным инженером на комбинате в городе Сокаль Львовской области, с 1982 года — главный инженер Белоцерковского завода железобетонных изделий № 2.
С 1985 года занимала должность директора комбината «Стройиндустрия» в городе Белая Церковь Киевской области.
C 1990 по 1991 год была заместителем председателя исполкома Белоцерковского городского Совета. Была членом КПСС с 1971 года.
В 1990 году в ходе первых альтернативных парламентских выборов в Украинской ССР был выдвинут кандидатом в народные депутаты, 18 марта 1990 года во втором туре была избрана народным депутатом Верховного совета Украинской ССР XII созыва (в дальнейшем — Верховной рады Украины I созыва) от Белоцерковского избирательного округа № 208 Киевской области, набрала 52,38 % голосов среди 8 кандидатов. В парламенте в состав депутатских групп и фракций не входила, была членом комиссии по делам женщин, охраны семьи, материнства и детства. Депутатские полномочия истекли 10 мая 1994 года.
С 1994 по 1998 год работала в секретариате Верховной рады Украины старшим консультантом Комитета Верховной рады по вопросам базовых отраслей и социально-экономического развития регионов, с 1998 по 2002 год — старшим консультантом Комитета Верховной рады по вопросам промышленной политики и предпринимательства. C 1996 года была членом правления Ассоциации народных депутатов Украины, с 1999 по 2001 год — вице-президентом ассоциации. С 2003 года была помощником-консультантом народного депутата Раисы Богатырёвой.
Вдова, у неё двое сыновей — Сергей (1962 г.р.) и Виталий (1966 г.р.).